# سعد عوض
سعد عوض (عربی: سعد عوض؛ زادهٔ ۷ ژوئن ۱۹۸۳) ورزشکار هنرهای رزمی ترکیبی فلسطینی‌تبار اهل  ایالات متحده آمریکا است. وی از سال ۲۰۰۶ میلادی تاکنون مشغول فعالیت بوده‌است.